# Haixing (köpinghuvudort i Kina, Heilongjiang Sheng, lat 47,76, long 126,91)
Haixing (kinesiska: 海星, 海星镇) är en köpinghuvudort i Kina. Den ligger i provinsen Heilongjiang, i den nordöstra delen av landet, omkring 220 kilometer norr om provinshuvudstaden Harbin. Antalet invånare är 16 071. Befolkningen består av 8 161 kvinnor och 7 910 män. Barn under 15 år utgör 14,0 %, vuxna 15-64 år 79 %, och äldre över 65 år 5,0 %.
Runt Haixing är det ganska tätbefolkat, med 149 invånare per kvadratkilometer. Närmaste större samhälle är Haibei, 12,5 km söder om Haixing. Trakten runt Haixing består till största delen av jordbruksmark.
Genomsnittlig årsnederbörd är 1 004 millimeter. Den regnigaste månaden är juli, med i genomsnitt 317 mm nederbörd, och den torraste är januari, med 10 mm nederbörd.